# Ferenc Mező

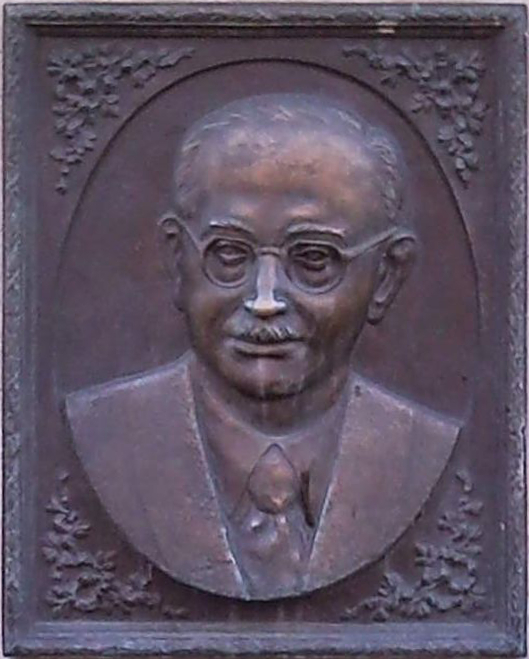
Porträt von Ferenc Mező

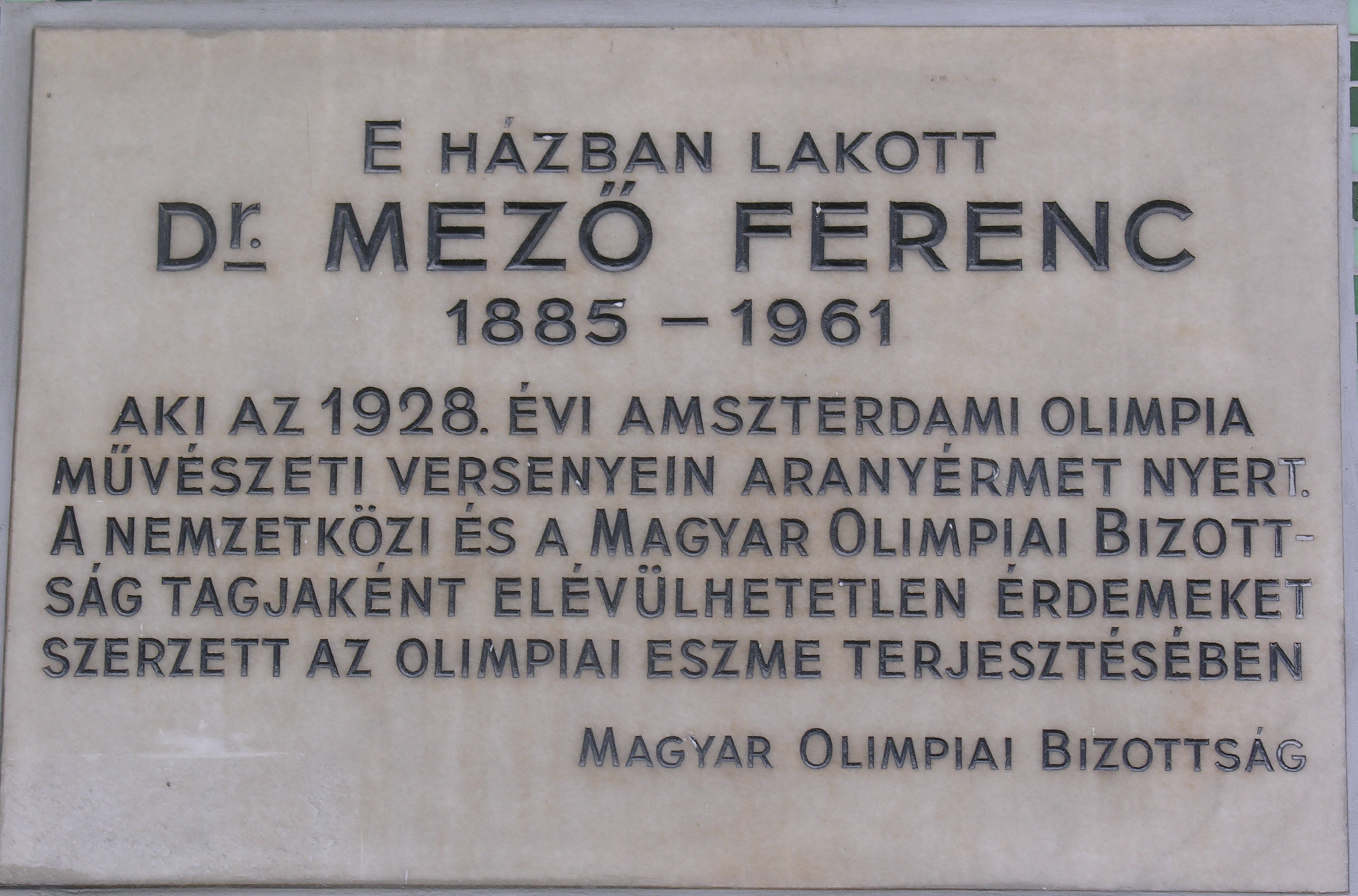
Gedenktafel an seinem Wohnhaus in Budapest

Ferenc Mező (geboren als Ferenc Grünfeld, 13. März 1885 in Pölöskefő im Komitat Zala, Österreich-Ungarn; gestorben 21. November 1961 in Budapest) war ein ungarischer Lehrer, Schriftsteller und Olympiasieger.

## Leben
Ferenc Grünfeld war jüdischer Herkunft, er magyarisierte seinen Familiennamen. Ferenc Mező wurde Lehrer und arbeitete in Budapest. 
Bei den Olympischen Spielen 1928 in Amsterdam gewann er die Goldmedaille im Kunstwettbewerb für Epische Werke mit seiner „Geschichte der Olympischen Spiele“.
In der DDR wurde er als Autor des 1956 im Sportverlag Berlin und bei Corvina Budapest erschienenen Werkes „Sechzig Jahre Olympische Spiele“ bekannt, das 1959 unter dem Titel „Die modernen Olympischen Spiele“ von beiden Verlagen in einer zweiten, verbesserten Auflage herausgegeben wurde. 